# 拉塞瓦市 (特魯希略州)

拉塞瓦市（西班牙語：Municipio La Ceiba），是委內瑞拉的一個市，位於該國西部特魯希略州，首府設於聖塔阿波洛尼亞，面積524平方公里，海拔高度3米，2001年人口17,219，人口密度每平方公里32.86人。